# Замок Вилландри
За́мок Вилландри́ (фр. Château de Villandry) входит в избранное число замков Луары во Франции, расположен в 15 км на запад от города Тура по шоссе D7. Известен своими 3 садами, донжоном, высящимся над декоративными огородами (1 га), садом в орнаментах и садом с прудом.
Внутреннее убранство замка датируется XVIII веком.

## История
Этот элегантный замок, относящийся к эпохе Возрождения, возвышается недалеко от Луары. 4 июля 1189 года в Вилландри, который на тот момент был укреплённой крепостью Коломбье, состоялась встреча между королём Франции Филиппом-Августом и королём Англии Генрихом II Плантагенетом. Беседа проходила в юго-западной башне замка и закончилась подписанием мирного договора Коломбье («la Paix de Colombiers») в пользу Филиппа-Августа.
Спустя несколько веков, замок перешёл в собственность государственному секретарю Франциска I Жану ле Бретону, которому было поручено следить за строительством замков Фонтенбло и Шамбор. Жан ле Бретон, потомок выходцев из Шотландии, захотел построить для себя красивый замок, отличающийся от других средневековых крепостей. Наиболее древние постройки, за исключением донжона, были снесены, и в 1536 году началось строительство нового здания в виде буквы П вокруг двора, выходящего к Луаре.
В 1754 году новый владелец замка, маркиз Мишель-Анж де Кастеллан, уроженец Прованса, решил изменить его вид согласно веяниям времени: окна украсили арками и добавили балконы. В то же время на месте колоннад на первом этаже были возведены стены, чтобы обустроить кухни и новые коридоры.
В начале XIX века замок принадлежал младшему брату Наполеона — принцу Жерому. Тогда замок обогатился, так как должен был соответствовать императорскому стилю. Впоследствии замок перешёл к семье Энгерло.
В 1906 году замок приобрела супружеская пара — доктор Хоаким Карвальо (Иоахим Карвалло) и Анна Колеман, большие любители искусства. Они решили вернуть Вилландри его первоначальный вид. В Вилландри перестроили аркады и вернули окнам первоначальный вид, а также воссоздали сады. Восстановительные работы не затронули южный фасад и внутренние залы замка, которые были переделаны маркизом де Кастелланом. Карвальо организовал ассоциацию владельцев памятников истории, которая позволила открыть для свободного посещения множество замков и дворцов долины рек Шер и Луары.
В настоящее время замок принадлежит Анри Карвальо, правнуку Хоакима Карвальо.

## Архитектура
Два крыла замка представляют собой характерный образец архитектуры Возрождения; в их строительстве использованы элементы, характерные для замков XVI века: большие окна, отделанные пилястрами и капителями, фризы, слуховые окна с волютами и тимпанами. Фасад был выстроен с легкой асимметрией, которая заметна в рядах окон и ориентированности крыльев замка. С двух сторон двор окружили галереей аркад.
Внутри замка можно осмотреть гостиные, жилые комнаты, лестницу, столовую и картинную галерею. Из каждой комнаты под различным углом зрения открывается вид либо на весь садовый ансамбль, либо на его части.

## Сады
Замок Вилландри частично окружен каналом, а на его территории высажены сады, расположенные на трёх уровнях. Будучи послом Франциска I в Италии, Бретон познакомился с садами, изображёнными знаменитыми итальянскими художниками эпохи Возрождения. Они прекрасно гармонировали с архитектурными комплексами, у которых они были разбиты. Появившись во Франции, они способствовали исчезновению из садов каменных оград. Просторные аллеи были окаймлены цветущими клумбами, контуры которых вычерчивались изгородями из стриженого кустарника.
Сады Вилландри спроектированы парижским архитектором Дю Серсо и являются ярким примером французского паркового искусства. Они располагаются на трёх уровнях, поднимающихся один над другим. Верхний уровень представляет собой водное зеркало. Серединная терраса размещена на одном уровне с залами первого этажа, в то время как нижняя терраса занята стилизованным огородом. Верхняя терраса засажена фруктовыми деревьями и испещрена вьющимися между ними дорожками.
Декоративный сад средней террасы представляет собой «Сады любви»: 4 больших квадрата из букса, изображающие аллегории любви. Северо-западный массив, в форме поражённых сердец, представляет страстную любовь; северо-восточный, с преобладанием жёлтого цвета, символизирует неверность; на юго-западе — массив из сердец, разделённых языками пламени, изображает нежные чувства; юго-восточный массив, с остриями шпаг и красным цветом крови, представляет трагическую любовь. На краю террасы три больших ромбовидных массива изображают лангедокский, мальтийский и баскский кресты.
С другой стороны рва располагается декоративный огород, из которого открывается вид на деревню с возвышающейся неподалёку колокольней романской церкви. Это особая часть ансамбля садов, выполненная в виде разноцветных клумб, засаженных овощами и плодовыми деревьями. Такой тип устройства садов обусловлен исторически. В XVI веке создавались ботанические сады, в которых высаживали образцы растений, привезенных из Америки и неизвестных в Европе до этого времени. Именно к этой традиции и относится устройство садов Вилландри, которые были восстановлены в начале XX века благодаря доктору Хоакиму Карвальо. В квадратных клумбах можно заметить капусту, морковь, свеклу, салат-латук, а также яблони и груши. Пейзаж завершают фонтаны, первоначально предназначавшиеся для поливки.

## Фотогалерея
- Сады замка Вилландри
- Сады
- Стиль эпохи Возрождения
- Сад с прудом
- Два крыла замка
- Центральная часть замка
- Замок Вилландри
- Вид с воздуха